# Syzygium fergusonii
Syzygium fergusonii är en myrtenväxtart som först beskrevs av Henry Trimen, och fick sitt nu gällande namn av James Sykes Gamble. Syzygium fergusonii ingår i släktet Syzygium och familjen myrtenväxter. Inga underarter finns listade i Catalogue of Life.